# David Ceresa
David Ceresa (Bolzano, 26 marzo 1983) è un ex hockeista su ghiaccio italiano.

## Carriera

### Club
Ceresa esordì in massima serie nella stagione 2003-2004, con la maglia dell'HC Appiano, nelle cui giovanili crebbe.
Al termine della stagione la squadra retrocesse, e Ceresa disputò i successivi tre campionati in Serie A2.
Nell'estate del 2007 tornò in Serie A, venendo ingaggiato dal Fassa, squadra con cui raggiunse le semifinali scudetto.
Dopo una sola stagione coi fassani, a partire dalla stagione 2008-2009 passò all'Hockey Club Bolzano, con cui rimase per tre stagioni. Nel suo primo anno al Bolzano, Ceresa contribuì al triplete, con la vittoria di supercoppa italiana, coppa Italia e campionato.
Dopo tre stagioni, per meglio conciliare l'impegno sportivo con gli impegni di lavoro, Ceresa tornò all'HC Appiano, scendendo in serie A2. Dell'Appiano divenne immediatamente capitano. Vinse il titolo della seconda serie per due volte: nel 2012-2013 e nel 2013-2014. Nel 2015 si trasferì al Ritten Sport, con cui vinse il secondo titolo personale prima di fare ritorno all'Appiano.

#### Il deferimento alla procura antidoping
Nel corso di un controllo dopo l'incontro tra il Bolzano ed il Renon, il 19 marzo 2011, Ceresa fu trovato positivo al triamcinolone. La procura antidoping chiese la sanzione più blanda prevista dal codice antidoping, il richiamo con nota di biasimo. Il Tribunale Nazionale Antidoping accolse la richiesta della procura, ed il giocatore non fu pertanto squalificato.

### Nazionale
Ceresa militò nelle nazionali giovanili, partecipando ad un mondiale under-18 (2004) e tre under-20 (2004, 2005 e 2006).
Con la Nazionale maggiore disputò solo alcuni incontri dell'Euro Ice Hockey Challenge nel 2008.

## Palmarès

### Club
- Campionato italiano: 2

Bolzano: 2008-2009
Renon: 2015-2016
- Coppa Italia: 1

Bolzano: 2008-2009
- Supercoppa italiana: 1

Bolzano: 2008
- Campionato italiano - Serie A2/Seconda Divisione: 2

Appiano: 2012-2013, 2013-2014